# Javier de las Heras
Francisco Javier de las Heras Calvo es un psiquiatra español que nació en Burgos (Castilla y León) en 1956.
Doctor en Medicina, es especialista en Psiquiatría y profesor de Psicopatología en la Facultad de Educación de la Universidad Complutense de Madrid. Ha escrito numerosos libros y artículos en revistas científicas relacionados con la depresión, el suicidio y otros trastornos psicopatológicos

## Biografía
Francisco Javier de las Heras Calvo nació en 1956 en Burgos. Estudió la educación primaria y secundaria en el Colegio de la Merced (Padres Jesuitas) de Burgos y COU en el Centro de Estudios Universitarios (CEU) de Madrid. La licenciatura y el doctorado en Medicina los realizó en la Universidad Complutense de Madrid. Se especializó en Psiquiatría en el Hospital Clínico de Madrid. Desde 1987 es Profesor de Psicopatológía de la Universidad Complutense. 

## Obras
Algunos libros publicados:
- (coautor) Guía práctica de Psicología. Madrid: Temas de Hoy, 1988.
- "Prevención del Suicidio". Editorial de la Universidad Complutense de Madrid. 1988.
- (coautor) "No te rindas ante la Depresión". Madrid. Rialp. 1989.
- (coautor) "Enciclopedia de la Sexualidad y de la Pareja". Espasa. 1991.
- (coautor) "Tus hijos y las Drogas". Madrid. Palabra. 1991.
- (coautor) El libro de los Tests. Madrid: Temas de Hoy, 1993.
- Conócete mejor. Descubre tu personalidad. Madrid: Espasa. 1994.
- (coautor) "Manual de Bioética General". Madrid. Rialp. 1994.
- (coautor) "Manual Práctico de Psiquiatría". Oviedo. Nobel. 1994
- (coautor) "Depresiones Resistentes". Barcelona. Mayo. 1995.
- (coautor) "Depresión y Suicidio". Santo Domingo. Alfa y Omega. 1995.
- Viaje hacia uno mismo. Madrid: Espasa. 1997.
- Rebeldes con causa. Madrid: Espasa-Calpe, 1999.
- (coautor) Cómo prevenir el consumo de drogas. Madrid: Ediciones Palabra, 2001.
- Difíciles de amar. Madrid: Espasa. 2001.
- Conflictos de pareja. Madrid: Espasa. 2003.
- La sociedad neurótica de nuestro tiempo. Madrid: Espasa. 2005.
- Cónoce tu personalidad. Por qué eres como eres. Madrid: La Esfera de los Libros, 2010.
- Ya no sufro más. Madrid: Espasa. 2012.